# Tubmonas
Tubmonas is een bestuurslaag in het regentschap Timor Tengah Selatan van de provincie Oost-Nusa Tenggara, Indonesië. Tubmonas telt 1246 inwoners (volkstelling 2010).